# غاتسبي العظيم (رواية)
غاتسبي العظيم (بالإنجليزية: The Great Gatsby)‏ رواية من تأليف الكاتب الأمريكي فرنسيس سكات فيتزجيرالد نشرت لأول مرة في عام 1925 وتعتبر هذه الرواية واحدة من كلاسيكيات الأدب الأمريكي وإحدى أهم الوثائق الأدبية التي أرَّخت لعقد العشرينات الهادرة، وهي فترة مفصلية شكلت نقطة تحول في حياة الأمريكيين، أخلاقياً ومادياً واجتماعياً، أطلق عليها فيتزجيرالد اسم عصر الجاز، فأضحى المسمى في ما بعد المصطلح المعتمد في الدوائر الأدبية، الأكاديمية منها وغير الأكاديمية.
يبدأ عصر الجاز مع نهاية الحرب العالمية الأولى (1918)، بعيد رواج موسيقى الجاز، عندما أخذ الاقتصاد الأمريكي يحقق أفضل أداء له بمعدلات غير مسبوقة من النمو. واستتبع ذلك ولوج أمريكا عصراً من حال الدعة بعد البؤس، عصراً ذهبياً براقاً متخماً ركن فيه أصحاب النعمة إلى الرفاهية، والتبذير، والرخاء، وما رافق ذلك من السعي وراء المتع الحسية وضروب التسلية مع دخول المخترعات الحديثة كالسيارة والتلفون والنقل الجوي. إلخ التاريخ البشري لأول مرة.

## السياق التاريخي
تقع الاحداث في لونغ آيلند المزدهرة في عام 1922, تقدم الرواية وصفاً دقيقاً للمجتمع الأمريكي في فترة العشرينات الصاخبة من القرن الماضي ضمن اطارها السردي. تلك الحقبة التي شهدت ازدهار اقتصادي غير مسبوق، تطور موسيقى الجاز، انتشار ثقافة الفلابر، رواج التهريب والنشاطات الاجرامية الأخرى آنذاك. يُسخر فيتزجيرالد جميع هذه التطورات الاجتماعية لبناء قصة غاتسبي ابتداءً من ابسط التفاصيل مثل السيارات إلى موضوعات اوسع مثل ثقافة الجريمة المنظمة التي كانت مصدر ثراء غاتسبي.
كانت زيارات فيتزجيرالد إلى الشاطئ الشمالي للونغ ايلاند وحضوره للحفلات الضخمة في القصور هي السبب الذي الهمة لكي يكتب هذه الرواية. اليوم هناك عدد من الاراء حول القصر الذي كان سبب الهام فيتزجيرالد، (بيكون تاورز) هي الاحتمال الأكبر والتي ربما حضر فيتزجيرالد فيها أحد الحفلات هناك.

## ملخص الحبكة
تبدأ الأحداث الفعلية للرواية في صيف عام 1922, على لسان نك كاراويه خريج جامعة ييل ومحارب سابق خلال الحرب العالمية الأولى، من الغرب الأوسط حيث يجد وظيفة كبائع سندات في نيويورك. استأجر نك بيت في لونغ آيلند في بلدة (ويست إيغ West Egg) (الخيالية) بجانب قصر فخم يملكه شخص يدعى جاي غاتسبي، مليونير غامض يقيم الحفلات الصاخبة في معظم الليالي.
قبالة خليج البيضة الغربية تقع بلدة البيضة الشرقية حيث تسكن هناك قريبة نك، دايزي بوكنان وزوجها توم. في أحد الأيام يذهب نك لمقابة دايزي وتوم بعد ان تمت دعوته إلى العشاء، فيتعرف هناك على جوردان بيكر، وهي لاعبة غولف جذابة في مقتبل عمرها وسرعان ما يقع نك في حبها. حيث تكشف له خلال حديثها بأن لدى توم عشيقة اسمها ميرتل ويلسون تعيش قرب مكب النفايات الصناعية الواقع بين البيضة الغربية ومدينة نيويورك. بعد فترة قصيرة يذهب نك إلى نيويورك برفقة توم إلى شقة صغيرة حيث يبقي هو وميرتل علاقتهما فيها. في ذلك اليوم اقاموا حفلةً ماجنة في الشقة ولكنها انتهت بكسر توم انف ميرتل خلال جدال حول دايزي.
مع تقدم الصيف، يتلقى نك دعوة مفاجئة إلى إحدى حفلات غاتسبي، فيصطحب معه جوردان بيكر إلى الحفلة وهناك يقابلان جاي غاتسبي، شخص منعزل وصغير السن حيث يتعرف على نك من خلال لقائها السابق في الحرب حيث كانا يخدمان في نفس القسم. من خلال جوردان يعلم نك لاحقاً بأن غاتسبي عرف دايزي مسبقاً خلال علاقة حب جمعتهما في عام 1917 وانه لا زال مغرماً بها. كثيراً ما يمضي غاتسبي لياليه محدقاً في الضوء الأخضر الواقع في نهاية ميناء منطقتها من قصره عبر الخليج، املاً بأن يجد حبه الضائع يوماً ما. نمط حياة غاتسبي الفخم وحفلاته الصاخبة ما هي الا محاولة لأبهار دايزي على امل ان تظهر يوماً ما على عتبة بيته. يطلب غاتسبي من نك ان يرتب له لقاءً يجمعه مع دايزي فيوافق نك على هذا ويدعوها إلى زيارته من اجل شرب الشاي دون ان يخبرها بأن غاتسبي سوف يكون هناك أيضاً. بعد بداية مربكة تعرض لها غاتسبي ودايزي عند لقائهما، يبدأن بعلاقة عاطفية مرة أخرى كما في الماضي، وبعد فترة يبدأ توم بالشك بأن زوجته على علاقة مع غاتسبي، على مأدبة غداء في بيت بوكنان يحدق غاتسبي في دايزي بنظرةٍ مليئة بالشغف والحب نحوها وفي تلك اللحظة يتأكد توم من شكوكه حول عاطفة غاتسبي نحوي دايزي. بالرغم من ان توم نفسه لديه علاقة خارج اطار زواجه إلا انه يصبح غاضباً جداً بسبب خيانة زوجته له، فيجبر توم المجموعة على الذهاب إلى نيويورك حيث يواجه غاتسبي في أحد اجنحة فندق بلازا. يؤكد توم لغاتسبي بأن لديه هو ودايزي علاقة لن يتمكن غاتسبي من فهمها ابداً، ويخبر زوجته بأن غاتسبي ما هو إلا مجرم جمع ثروته من تهريب الكحول ونشاطات غير شرعية أخرى. تدرك دايزي بأن ولائها هو لتوم فقط، فيقوم بأرسال دايزي إلى البيضة الشرقية مع غاتسبي عن عمد ليبرهن له بأن لا يستطيع ايذائه أو تغيير رأي دايزي.
بينما نك، جوردان، وتوم كانوا عائدين مروا من مكب النفايات الصناعية اكتشفوا بأن سيارة غاتسبي صدمت ميرتل وقتلتها، حيث يعلم نك لاحقاً من غاتسبي بأن دايزي هي التي كانت تقود السيارة وقت وقوع الحادث ولكن غاتسبي ينوي ان يتحمل المسؤولية نيابةً عنها، في اليوم التالي يخبر توم زوج ميرتل جورج بأن غاتسبي هو الذي صدم ميرتل وفر هارباً، فيستنتج جورج بأن سائق السيارة هو عشيق زوجته، فيقوم جورج بتتبع غاتسبي إلى قصره ويقوم بأطلاق النار على غاتسبي وعلى نفسه مؤدياً إلى مصرعهما الاثنين. يقوم نك بتنظيم جنازة لغاتسبي ولكن يتضح بأنها جنازة صغيرة جداً لم يحضرها أكثر من عدة أشخاص، فينهي نك علاقته مع جوردان ويعود إلى الغرب الأوسط هارباً من الاشمئزاز الذي يشعر به تجاه الأشخاص الذين كانوا يحيطون بحياة غاتسبي والفراغ الاخلاقي لنمط حياة الاثرياء والسعي وراء الحلم الأمريكي.

## الشخصيات الرئيسية
- نك كاراويه: خريج جامعة ييل من الغرب الأوسط، ومحارب سابق في الحرب العالمية الأولى. في بداية حبكة الرواية، كان كاراويه قد أقام مؤخرًا في منطقة ويست إيغ، وعمره 29 عامًا (30 عامًا فيما بعد). كاراويه هو راوي الأحداث الأول في الرواية، وهو جار غاتسبي ويعمل كبائع سندات. كاراويه شخص لين الجانب، وساخر أحيانًا، ومتفائل إلى حد ما، رغم أن هذه الصفة الأخيرة تتلاشى مع تقدم أحداث الرواية. كاراويه شخص أكثر اتزانًا وعملية من باقي الشخصيات الأخرى، ودائمًا ما يشعر بالرهبة من نمط حياتهم وأخلاقهم.[1]
- جاي غاتسبي (اسمه في الأصل جيمس «جيمي» جاتز): مليونير شاب غامض لديه علاقات عمل مريبة (كُشف لاحقًا أنه مهرِّب خمور)، وهو من داكوتا الشمالية. غاتسبي مهووس بدايزي بوكنان، الفتاة الجميلة التي التقى بها عندما كان ضابطًا عسكريًا شابًا في معسكر تايلور التابع للجيش في لويفيل، كنتاكي، خلال الحرب العالمية الأولى. يُذكر أيضًا فيما بعد أن غاتسبي درس لفترة وجيزة في كلية الثالوث في أكسفورد بإنجلترا بعد نهاية الحرب.[2] وفقًا لزوجة فيتزجيرالد، زيلدا، فإن شخصية غاتسبي كانت مستوحاة من شخصية ماكس غيرلاك؛ مهرب المشروبات الكحولية والضابط السابق بالحرب العالمية الأولى.[3]
- دايزي بوكنان: فتاة جذابة، لكنها سطحية وأنانية مهووسة بنفسها، شابة أرستقراطية ذات مكانة بارزة في المجتمع من مدينة لويفيل بولاية كنتاكي، وجرى تعريفها في الرواية كفتاة فلاپر (فتاة مراهقة لا تراعي العرف).[4] دايزي هي ابنة عم نك الثانية المنبوذة، وزوجة توم بوكنان. قبل أن تتزوج من توم، كانت دايزي على علاقة عاطفية مع غاتسبي. يُعد اختيارها بين غاتسبي وتوم أحد الصراعات الرئيسية في الرواية. يُعتقد أن شخصية دايزي مستوحاة من رومانسيات فيتزجيرالد مع جينيفرا كينغ في فترة الشباب.[5]
- توماس «توم» بوكنان: مليونير يعيش في إيست إيغ، وزوج دايزي. توم رجل مهيب ذو بنية عضلية قوية وصوت «أجش» وسلوك متغطرس. كان نجم كرة قدم في جامعة ييل. يمثل بوكنان شخصية ويليام ميتشيل، من شيكاغو؛ الذي تزوج من جينيفرا كينغ.[6] كان بوكنان وميتشيل من شيكاغو، ومهتمين برياضة البولو. مثله مثل والد جينيفرا، الذي استاء منه فيتزجيرالد، التحق بوكنان بجامعة ييل كشخص مؤمن بسيادة البيض.[7][8]
- جوردان بيكر: لاعبة غولف هاوية، وصديقة حميمة لدايزي بوكنان، تتمتع شخصيتها بمسحة ساخرة وإسلوب متحفظ. جوردان هي صديقة نك كاراويه في معظم الرواية، ورغم ذلك ينفصلون عن بعضهما قرب نهاية الرواية. سمعة جوردان مشبوهة بعض الشيء؛ بسبب شائعات تقول إنها قامت بالغش والخداع في إحدى البطولات، الأمر الذي أضر بسمعتها الاجتماعية وبسمعتها كلاعبة غولف. أخبر فيتزجيرالد الروائي ماكسويل بيركنز أن شخصية جوردان كانت مستوحاة من شخصية لاعبة الغولف إديث كامينغز، صديقة جينيفرا كينغ، على الرغم من أن كامينغز لم يشتبه قط في قيامها بالغش والخداع.[9] أطلق اسمها على ماركتين مشهورتين للسيارات، شركة سيارات جوردان وسيارة بيكر، كلتاهما في مدينة كليفلاند بولاية أوهايو،[10] في إشارة إلى صيت جوردان والحرية الجديدة المقدمة إلى الأمريكيين، وخاصة النساء، في عشرينيات القرن العشرين.[11][12][13]
- چورج بي. ويلسون: ميكانيكي وصاحب ورشة عمل. جورج غير محبوب من قبل كل من زوجته ميرتل ويلسون وتوم بوكنان، الذي يصفه بأنه «غبي جدًا لدرجة أنه لا يعرف أنه حي». في نهاية الرواية، قتل غاتسبي، مُعتقدًا، على نحو خاطئ، أنّه كان يقود السيارة التي قتلت ميرتل، ثمّ يقتل نفسه.
- ميرتل ويلسون: زوجة جورج وعشيقة توم بوكنان. ميرتل، التي تمتاز بحيوية ضارية، تتوق إلى إيجاد ملاذ من زواجها المخيب للآمال. قُتِلت ميرتل، عن غير قصد، بسيارة غاتسبي، لأنها تعتقد أن توم ما زال يقود سيارته ويركض خلفها (كانت دايزي هي من تقود السيارة، ورغم ذلك تحمل غاتسبي مسؤولية الحادث).
- ماير ولفشيم: صديق يهودي ومعلم ناصح مخلص لغاتسبي، وُصف بأنه مقامر تلاعب بالنتائج النهائية لبطولة البيسبول لعام 1919. يظهر ولفشيم مرتين فقط في الرواية، وظهر في المرة الثانية رافضًا حضور جنازة غاتسبي. وهو إشارة واضحة إلى أرنولد روثشتاين،[14] زعيم العصابة النيويوركي الذي اتُهم بمسؤوليته عن فضيحة بلاك سوكس التي أفسدت بطولة العالم للبيسبول عام 1919.[15]

## الإرث الثقافي
في عام 1940, اُصيب فيتزجيرالد بنوبة قلبية ثالثة وقد توفي على إثرها معتقداً بأن عمله في طي النسيان، وفي آخر سنوات حياته لم ير في نفسه سوى الفشل، حيث بلغت مبيعات الرواية 25,000 نسخة فقط عند وقت وفاته. ذُكر في مقالة نعيه في صحيفة نيو يورك تايمز بأن غاتسبي كانت دليل على موهبة عظيمة لم يتم اكتشافها. في السنوات اللاحقة لاقت الرواية تقديراً كبير من قبل الأوساط المختلفة.
في عام 1942, انشئت مجموعة من دور النشر والكُتاب منظمة (مجلس الكتب في زمن الحرب) الهدف من هذه المنظمة كان توزيع الكتب على الجنود الذين كانوا يحاربون خلال الحرب العالمية الثانية، وقد كانت غاتسبي العظيم إحدى هذه الروايات. وفقاً لمجلة Saturday Evening Post فأن 155,000 نسخة من غاتسبي تم توزيعها على الجنود خارج الولايات المتحدة. ومن المعتقد أن هذا التوزيع كان أحد أهم أسباب تعزيز مبيعات وشعبية الرواية. في الفترة الخمسينات أصبحت الرواية جزء من المناهج المقررة للمدارس الثانوية في الولايات المتحدة.
تم ترجمة الرواية إلى 42 لغة مختلفة وبلغت مبيعات غاتسبي العظيم 25 مليون نسخة حول العالم، حيث تقدرالمبيعات السنوية للرواية بـ 500,000 نسخة; في 2013 باعت الرواية 185,000 نسخة من الكتب الإلكترونية وحدها فقط.

## الرواية والسينما
تم تصوير الرواية منذ صدورها حتى الآن خمس مرات حملت جميعها العنوان الأصلى للرواية
- كان أول فيلم عام 1926 فيلما صامتاً من بطولة وارنر باكستر ولويس ويلسون Lois Wilson ووليم بويل William Powell ومن إخراج هربرت برنون Herbert Brenon.
- أما الفيلم الثاني فكان عام 1949 للمخرج إليوت نغنت Elliott Nugent لعب دور البطولة فيه ألن لاد Alan Ladd، وبتي فيلد Betty Field، وشيلي وينترز Shelley Winters.
- الفيلم الثالث أنتج عام 1974، وكان من إخراج جاك كلايتون Jack Clayton وهو الفيلم الأكثر شهرة، أدى روبرت ريدفورد دور غاتسبي، ومثلة مايا فارو دور ديزي بوكانان، أما سام وترستون فأدى دور نك كاراويه، وكتب السيناريو فرانسيس فورد كوبولا. لكن حسب رأي النقاد فإن فيلم 1949 كان أكثر إخلاصاً في تصوير الرواية وحبكتها، رغم مهارة كوبولا وكلايتون. في هذه نسخة من الفيلم كان عهد في بادئ الأمر إلى الأديب الأمريكي ترومان كابوت لكتابة السيناريو، ولكنه قد صور كلاً من نك كاروايه وجوردن بيكر على أنهما مثليان جنسياً، لكن لسبب أو لآخر تم استبعاد كابوت من كتابة السيناريو ليتولى كوبولا كتابته دون أن يتطرق إلى قضية الشذوذ.
- أنتج الفيلم الرابع عام 2000 لكنه لم ينتج للسينما وإنما كان فيلماً تلفزيونياً من بطولة توبي ستيفانز وبول رود وميرا سورفينو.
- في 10 مايو 2013 صدر فيلم غاتسبي العظيم، وهو معالجة سينيمائية جديدة للرواية بعنوان ولكن بميزانية أضخم وتقنيات احدث، من بطولة ليوناردو دي كابريو بدور (غاي غاتسبي) وتوبي ماغواير بدور (نك كاراويه).

## روابط خارجية
- غاتسبي العظيم على موقع الموسوعة البريطانية (الإنجليزية)